# Стевенжи
Стевенжи или Стивинзя (Стивензя, Севиньзя; баш. Стәвәнжи) — река в России, протекает по территории Белебеевского и Ермекеевского районов Башкортостана.

## География и гидрология
Устье реки находится в 21 км по левому берегу реки Кидаш. Длина реки составляет 45 км, площадь водосборного бассейна 390 км².
От устья к истоку на реке расположены населённые пункты — Старошахово, Князевка, Михайловка, Суккулово, Калиновка, Елань-Чишма, Баймурзино, Ермолкино, Аделькино.
- В 14 км от устья, по правому берегу реки впадает река Кармалка.
- В 28 км от устья, по правому берегу реки впадает река Марьян.

Помимо этих притоков, в неё впадает ряд более мелких в их числе: Ермолга, Зириклы, Балдай, Кундызлы, Янчищма, Мераш, ручей Кармалка, Балтапхан.

## Ермекеевское водохранилище
На реке расположено Ермекеевское водохранилище питающее питьевой водой город Октябрьский.
Система водного объекта: Кидаш → Ик → Кама → Волга → Каспийское море.

## Данные водного реестра
По данным государственного водного реестра России относится к Камскому бассейновому округу, водохозяйственный участок реки — Ик от истока и до устья, речной подбассейн реки — бассейны притоков Камы до впадения Белой. Речной бассейн реки — Кама.
Код объекта в государственном водном реестре — 10010101312111100028022.